# Lijst van voetbalinterlands Ghana - Liberia
Deze lijst van voetbalinterlands is een overzicht van alle officiële voetbalwedstrijden tussen de nationale teams van Ghana en Liberia. De West-Afrikaanse landen hebben tot op heden zestien keer tegen elkaar gespeeld. De eerste ontmoeting was een kwalificatiewedstrijd voor de Afrikaanse Spelen 1973 op 30 november 1972 in Accra. Het laatste duel, een vriendschappelijke wedstrijd, werd gespeeld op 12 september 2023 in het Ghanese hoofdstad.

## Wedstrijden
| №  | Plaats      | Datum             | Competitie                          | Wedstrijd       | Uitslag |
| -- | ----------- | ----------------- | ----------------------------------- | --------------- | ------- |
| 1  | Accra       | 30 november 1972  | Afrikaanse Spelen 1973 kwalificatie | Ghana − Liberia | 0 − 1   |
| 2  | Monrovia    | 27 juni 1981      | Vriendschappelijk                   | Liberia − Ghana | 0 − 0   |
| 3  | Abidjan     | 28 september 1983 | Vriendschappelijk                   | Ghana − Liberia | 1 − 0   |
| 4  | Accra       | 26 februari 1986  | Vriendschappelijk                   | Ghana − Liberia | 3 − 0   |
| 5  | Monrovia    | 8 februari 1987   | Vriendschappelijk                   | Ghana − Liberia | 1 − 2   |
| 6  | Monrovia    | 27 juli 1987      | Vriendschappelijk                   | Liberia − Ghana | 0 − 0   |
| 7  | Monrovia    | 31 oktober 1987   | Vriendschappelijk                   | Liberia − Ghana | 0 − 2   |
| 8  | Accra       | 7 augustus 1988   | WK 1990 kwalificatie                | Ghana − Liberia | 0 − 0   |
| 9  | Monrovia    | 21 augustus 1988  | WK 1990 kwalificatie                | Liberia − Ghana | 2 − 0   |
| 10 | Paynesville | 29 november 1989  | Vriendschappelijk                   | Ghana − Liberia | 1 − 1   |
| 11 | Kumasi      | 10 april 1993     | Afrika Cup 1994 kwalificatie        | Ghana − Liberia | 1 − 0   |
| 12 | Monrovia    | 25 juli 1993      | Afrika Cup 1994 kwalificatie        | Liberia − Ghana | 0 − 2   |
| 13 | Accra       | 28 januari 2001   | WK 2002 kwalificatie                | Ghana − Liberia | 1 − 3   |
| 14 | Monrovia    | 1 juli 2001       | WK 2002 kwalificatie                | Liberia − Ghana | 1 − 2   |
| 15 | Monrovia    | 11 september 2012 | Vriendschappelijk                   | Liberia − Ghana | 2 − 0   |
| 16 | Accra       | 12 september 2023 | Vriendschappelijk                   | Ghana − Liberia | 3 − 1   |

## Samenvatting
| Competitie                     | Totaal gespeeld | Winst Ghana | Gelijk | Winst Liberia | Doelsaldo Ghana – Liberia |
| ------------------------------ | --------------- | ----------- | ------ | ------------- | ------------------------- |
| WK-kwalificatie                | 4               | 1           | 1      | 2             | 3 − 6                     |
| Afrika Cup-kwalificatie        | 2               | 2           | 0      | 0             | 3 − 0                     |
| Afrikaanse Spelen-kwalificatie | 1               | 0           | 0      | 1             | 0 − 1                     |
| Vriendschappelijk              | 9               | 4           | 3      | 2             | 11 − 6                    |
| Totaal                         | 16              | 7           | 4      | 5             | 17 − 13                   |

GFA · A-internationals · Selecties ·  Bondscoaches · Ghanees vrouwenelftal · Ghana U21 · Ghana U20 · Ghana U19 · Ghana U18 · Ghana U17
1950 – 1959 ·
1960 – 1969 ·
1970 – 1979 ·
1980 – 1989 ·
1990 – 1999 ·
2000 – 2009 ·
2010 – 2019 ·
2020 − 2029
WK 2006 ·
WK 2010 · 
WK 2014
OS 1964 · 
OS 1968 · 
OS 1972 · 
OS 1976 · 
OS 1992 · 
OS 1996 ·
OS 2004
1950 · 
1951 · 
1952 · 
1953 · 
1954 · 
1955 · 
1956 · 
1957 · 
1958 · 
1959 · 
1960 · 
1961 · 
1962 · 
1963 · 
1964 · 
1965 · 
1966 · 
1967 · 
1968 · 
1969 · 
1970 · 
1971 · 
1972 · 
1973 · 
1974 · 
1975 · 
1976 · 
1977 · 
1978 · 
1979 · 
1980 · 
1981 · 
1982 · 
1983 · 
1984 · 
1985 · 
1986 · 
1987 · 
1988 · 
1989 · 
1990 · 
1991 · 
1992 · 
1993 · 
1994 · 
1995 · 
1996 · 
1997 · 
1998 · 
1999 · 
2000 · 
2001 · 
2002 · 
2003 · 
2004 · 
2005 · 
2006 · 
2007 · 
2008 · 
2009 · 
2010 · 
2011 · 
2012 · 
2013 ·
2014 ·
2015 ·
2016 ·
2017 ·
2018 ·
2019 ·
2020 ·
2021 ·
2022 ·
2023
Algerije ·
Angola ·
Argentinië ·
Australië ·
Benin ·
Bosnië en Herzegovina ·
Botswana ·
Brazilië ·
Burkina Faso ·
Burundi ·
Canada ·
Centraal-Afrikaanse Republiek ·
Chili ·
China ·
Comoren ·
Congo-Brazzaville ·
Congo-Kinshasa ·
Cuba ·
DDR ·
Denemarken ·
Duitsland ·
Egypte ·
Engeland ·
Equatoriaal-Guinea ·
Eritrea ·
Ethiopië ·
Gabon ·
Gambia ·
Griekenland ·
Guinee ·
Guinee-Bissau ·
IJsland ·
India ·
Indonesië ·
Irak ·
Iran ·
Italië ·
Ivoorkust ·
Jamaica ·
Japan ·
Joegoslavië ·
Kaapverdië ·
Kameroen ·
Kenia ·
Lesotho ·
Letland ·
Liberia ·
Libië ·
Madagaskar ·
Malawi ·
Maleisië ·
Mali ·
Marokko ·
Mauritius ·
Mexico ·
Montenegro · 
Mozambique ·
Namibië ·
Nederland ·
Nicaragua ·
Nieuw-Zeeland ·
Niger ·
Nigeria ·
Noorwegen ·
Oeganda ·
Oostenrijk ·
Portugal ·
Qatar ·
Rusland ·
Rwanda ·
Saoedi-Arabië ·
Sao Tomé en Principe ·
Senegal ·
Servië ·
Sierra Leone ·
Singapore ·
Slovenië ·
Soedan ·
Somalië ·
Swaziland ·
Tanzania ·
Thailand ·
Togo ·
Tsjaad ·
Tsjechië ·
Tunesië ·
Turkije ·
Uruguay ·
Verenigde Staten ·
Zambia ·
Zimbabwe ·
Zuid-Afrika ·
Zuid-Korea ·
Zwitserland
Brazilië (2006) · 
Duitsland (2014) ·
Italië (2006) · 
Ivoorkust (2015) · 
Portugal (2014) ·
Servië (2010) · 
Tsjechië (2006) · 
Verenigde Staten (2006) · 
Verenigde Staten (2014)
LFA · Liberiaans vrouwenelftal
Interlands
Tegenstander:
Algerije ·
Angola ·
Benin ·
Botswana ·
Burkina Faso ·
Burundi ·
Centraal-Afrikaanse Republiek ·
Colombia ·
Congo-Brazzaville ·
Congo-Kinshasa ·
Djibouti ·
Egypte ·
Equatoriaal-Guinea ·
Ethiopië ·
Gabon ·
Gambia ·
Ghana ·
Guinee ·
Guinee-Bissau ·
Indonesië ·
Irak ·
Ivoorkust ·
Kaapverdië ·
Kameroen ·
Kenia ·
Lesotho ·
Libië ·
Madagaskar ·
Malawi ·
Maleisië ·
Mali ·
Marokko ·
Mauritanië ·
Mauritius ·
Mexico ·
Namibië ·
Niger ·
Nigeria ·
Oeganda ·
Oman ·
Papoea-Nieuw-Guinea ·
Rwanda ·
Sao Tomé en Principe ·
Senegal ·
Sierra Leone ·
Soedan ·
Tanzania ·
Thailand ·
Togo ·
Tsjaad ·
Tunesië ·
Zambia ·
Zimbabwe ·
Zuid-Afrika